# Academias reales de Suecia

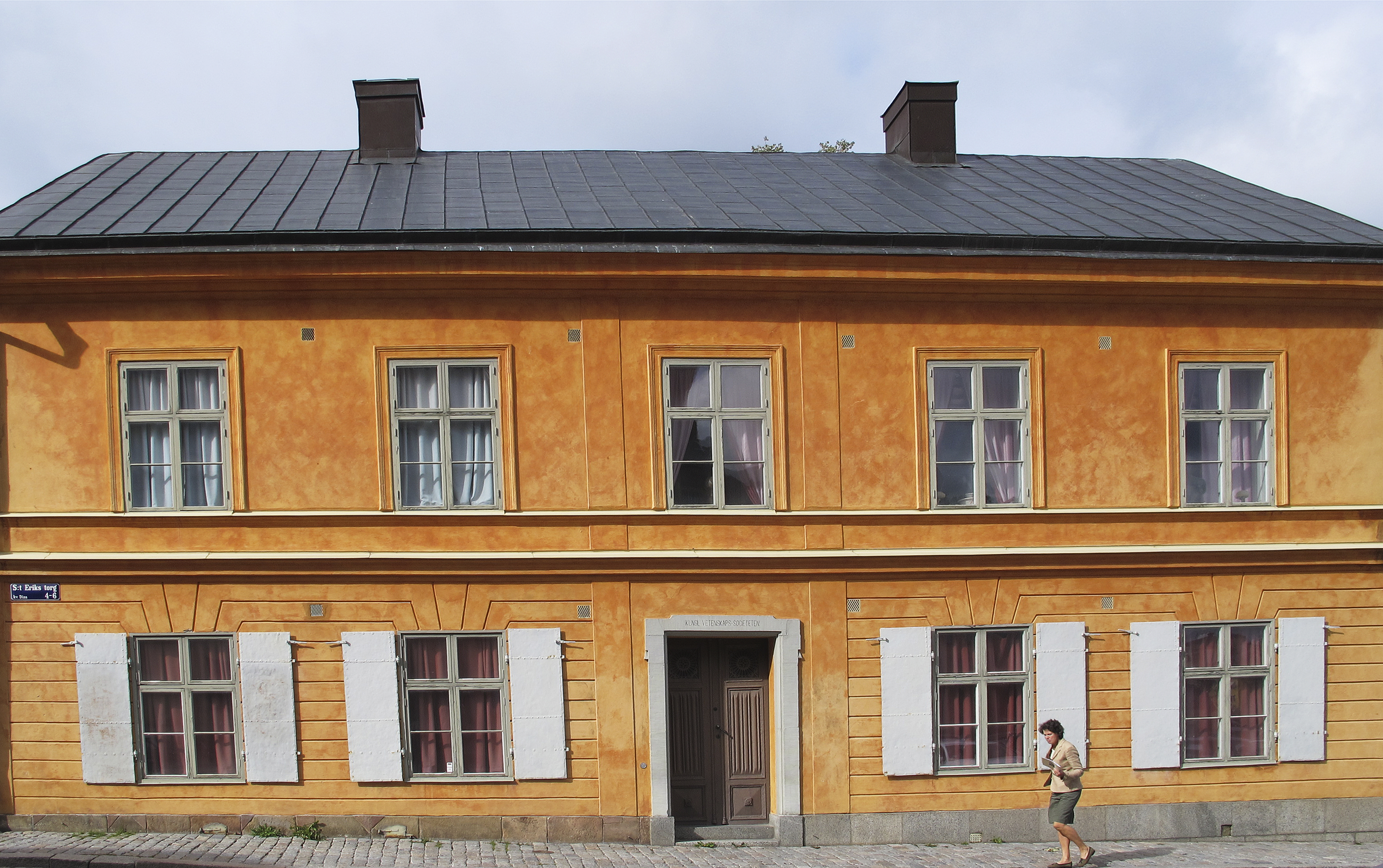
Real Sociedad de Ciencias en el edificio de Uppsala.

Las academias reales de Suecia son instituciones independientes creadas por un rey para promover el arte, la cultura y la ciencia.  La Academia Sueca y la Real Academia de las Ciencias de Suecia se encargan de seleccionar el Premio Nobel de literatura, física, química y economía. 

## Artes y cultura
- Academia Sueca (Svenska Akademien)
- Real Academia Sueca de las Artes (Kungl. Akademien för de Fria konsterna)
- Real Academia Sueca de Música (Kungl. Musikaliska Akademien)
- Real Academia Sueca de Letras, Historia y Antigüedad (Kungl. Vitterhets-, Historie- och Antikvitetsakademien)

## Ciencias
- Real Academia de las Ciencias de Suecia (Kungl. Vetenskapsakademien)
- Real Academia de Ingeniería de Suecia (Kungl. Ingenjörsvetenskapsakademien)
- Real Academia de Agricultura y Silvicultura de Suecia (Kungl. Skogs- och Lantbruksakademien)

## Academias militares
- Real Academia Sueca de Ciencias de la Guerra (Kungl. Krigsvetenskapsakademien)
- Real Academia Sueca de las Ciencias Navales (Kungl. Örlogsmannasällskapet)

## Sociedades reales promovidas después de su creación
- Sociedad Real de las Ciencias de Upsala (Kungl. Vetenskapssocieteten i Uppsala)
- Sociedad Real Fisiográfica de Lund (Kungl. Fysiografiska Sällskapet i Lund)
- Sociedad Real de las Ciencias y las Letras de Göteborg (Kungl. Vetenskaps- och Vitterhetssamhället i Göteborg)
- Sociedad Real Skytte en Umeå (Kungliga Skytteanska Samfundet)
- Real Academia Gustave Adolphe en Upsala (Kungl. Gustav Adolfs Akademien)

- Datos: Q1310653